# Manysi nyelvtan
A manysi nyelv északi (szoszvai) nyelvjárásának rövid leíró nyelvtana.

## Hangtan

### A manysi ábécé
1932 előtt a nyelv nem volt írott, ekkortól próbálkoztak a latin írás bevezetésével, kevés sikerrel. A nyelvet 1939 óta cirill írással írják.

#### Tudományos és irodalmi átírások
A manysi nyelvnek a 17. századtól megjelenő első lejegyzéseitől egészen a 19. század végéig nincs egységesített átírási rendszere, minden szöveg a lejegyző saját preferenciáin alapult. Reguly Antal és Munkácsi Bernát népköltési gyűjteményei latin betűs lejegyzések. A 20. század elejétől a finnugor nyelvek lejegyzésére az európai tudományos körökben az uráli fonetikai ábécé (angolul: Uralic Phonetic Alphabet, UPA) terjedt el, mely lehetővé tette a legprecízebb fonetikai lejegyzéseket, jóllehet a túlburjánzó karakterkészlet és egymásra halmozott diakritikumok a manysi hangtanban járatlanok számára megnehezítették annak használatát és nyomtatott formájú terjesztését. Artturi Kannisto 1901-1906 között gyűjtött anyagai már UPA-val lettek közzétéve. Az oroszországi kutatók közül Valerij Csernyecov orosz régész és etnográfus 1930-as évek során megjelent ábécéskönyve, nyelvtana és mesekönyve az első egységesített latin alapú manysi ábécé meghonosítására tett kísérlet volt, míg annak elvetése után az oroszországi kisebbségi nyelvek lejegyzésére kötelezően előírt cirill alapú új ábécén Alekszej Nyikolajevics Balangyin orosz és Matra Pankratyjevna Vahruseva keleti manysi nyelvészek szótára és nyelvkönyvei alapozták meg a manysi nyelv irodalmi képét. Jevdokija Rombangyejeva északi manysi nyelvész a 20. század második felében nyújtott kiemelkedő nyelvészeti munkássága határozza meg napjainkig az északi manysi nyelv helyesírását. Rombangyejeva 1982-ben majd bővített szóanyaggal 2005-ben kiadott szótárai már macronnal jelölik a hosszú magánhangzókat, melynek használata a gyakorlatban csak a számítógépes szövegszerkesztőkkel együtt terjedhetett el a századforduló környékén. Az 1989-től megjelenő manysi nyelvű újság, a Lujima szériposz eleinte heterogén helyesírási képet mutatott a cikkek szerzőjének nyelvjárásától és nyelvhasználatától függően, míg a 21. században megjelent számok már a Rombangyejeva-féle egységes cirill helyesírási formát tükrözik.
Az UPA egyszerűsített változata a finnugor transzkripció, melyre FUT (németül: Finnisch-ugrische Transkription, FU-Transkription) rövidítéssel hivatkoznak, és a kezdeti fonetikus helyett a tágabb fonematikus lejegyzésekre használatos.
A 21. századi nyelvészeti munkákban a manysi nyelvi adatok általában a forrással megegyező vagy IPA átiratban szerepelnek, de a legmeghatározóbb tudományos átírási rendszer az északi manysi nyelvjárásra Kálmán Béla-féle egyszerűsített FUT átírás:
a , ā , e , ē , ɣ , χ , i , ī , j, k , l , ĺ , m , n , ŋ , ń , o , ō , p , r , s , ś , t , t' , u , ū , w , ə , i̬ , u

### Kiejtés

#### Magánhangzók
A magánhangzóknál megkülönböztetünk hosszú és rövid hangokat, de ezt a cirill betűs írás nem jelöli, viszont a latin betűs tudományos átírás igen.
Rövid magánhangzók
|         | Elöl képzett         | Középső | Hátul képzett             | Hátul képzett        |
| ------- | -------------------- | ------- | ------------------------- | -------------------- |
|         | Ajakréses            | Középső | Ajakréses                 | Ajakkerekítéses      |
| Zárt    | [i] / [iː] i / ī ы,и |         | [ɨ] / [ɯ] / [ʊ] i̬ / u ы,у | [u] / [uː] u / ū у,ю |
| Középső | [e] / [eː] e / ē э,е | [ə] ə ы |                           | [o] / [oː] o / ō о,ё |
| Nyílt   |                      |         |                           | [a] / [aː] a / ā а,я |

Az i hang χ [x] és ɣ [ɣ] után veláris hangzású, azaz  i̬ [ɯ], valamint m és p előtt ez az 'ajakkerekítés nélküli zárt veláris magánhangzó' kissé labializálódik, azaz ajakkerekítéssel képződik, ekkor jelölése: u ([ʊ]-hoz hasonló).
A cirill betűs írás elég következetlen, mivel az и, е, ю, ё, я betűk lágyítják az előttük álló л, н, с, т betűket (kiejtésük így ĺ [ʎ], ń [ɲ], ś [ɕ], ť [c] - magyar: ly, ny, lágy sz, ty), viszont az  и egyszerre [i] és [ji] is így az olyan hangkapcsolatok mint a li, ni, si, ti jelölése лы, ны, сы, ты, ami megnehezíti az értelmezést, mert a ы ugyanúgy lehet akkor [i] és [ə] is, de a [ə] lejegyzésére ott az э betű, ami viszont [e] olvasatú is lehet. Ugyanilyen kétesélyes hang a veláris i (i̬) is, ami írásban megjelenhet ы-ként és у-ként is. A cirill betűs hangjelölés rendszerét könnyen megoldaná az egy hang egy betű elvű jelölési rendszer vagy a lágy- és keményjelek (ь,ъ) rendeltetésszerűbb használata. Mindezek a kétértelmű és kevésbé egyértelmű helyzetek elkerülhetőek a latin betűs írásban.
Más nyelvjárásokban ettől eltérő hangok is lehetnek, és általában a hangsúlytalan szótag utáni magánhangzók redukálttá válnak.

#### Mássalhangzók
|           | Bilabiális            | Alveoláris | Alveopalatális                            | Palatális                                            | Veláris               | Labializált veláris |
| --------- | --------------------- | ---------- | ----------------------------------------- | ---------------------------------------------------- | --------------------- | ------------------- |
| Explozíva | [p] p п               | [t] t т    | [tʲ] t' т + (и, е, ю, ё, я, ь)            |                                                      | [k] k к               | [kw] kw/kw кв       |
| Szibiláns |                       | [s] s с    | [sʲ] ś с + (и, е, ю, ё, я, ь) ritkán ш, щ |                                                      |                       |                     |
| Frikatíva | [w](labioveláris) w в |            |                                           | [j] j й önmagában és и, е, ю, ё, я-ban bennefoglalva | [ɣ] - [x] ɣ - χ г - х | [xw] χw/χw хв       |
| Laterális |                       | [l] l л    | [lʲ] ĺ л + (и, е, ю, ё, я, ь)             |                                                      |                       |                     |
| Tremuláns |                       | [r] r р    |                                           |                                                      |                       |                     |
| Nazális   | [m] m м               | [n] n н    | [nʲ] ń н+ (и, е, ю, ё, я, ь)              |                                                      | [ŋ] ŋ ӈ/нг            |                     |

Lágy hangok
Az л, н, с, т hangok ь, е, ё, и, ю, я betűk előtt palatalizálódnak (lágyulnak), ekkor kiejtésük ly [ʎ], ny [ɲ], lágy s [ɕ], ty [c] lesz.
Csak orosz eredetű jövevényszavakban előforduló betűk és hangok
- - б: magyar b [b]
  - г: orosz eredetű szavakban magyar g [g]
  - д: magyar d [d]
  - ж: magyar zs [ʒ]
  - з: magyar z [z]
  - ф: magyar f [f]
  - ц: magyar c [t͡s]
  - ч: magyar cs [t͡ʃ]
  - ш: magyar s [ʃ]
  - щ: magyar scs [ʃt͡ʃ]
  - ъ: néma [-]
  - ь: lágyítójel [ʲ], saját szavakban csak л, н, с, т után, orosz eredetű szavakban más betűk után is állhat

#### Hangsúly
A hangsúly változó, de általában az első szótagok valamelyikére esik.

## Alaktan[1]

### A névelő.
A manysiban a meghatározó névelő az ань, mely magyarul a "most" szót is jelentheti. A határozatlan névelő, pedig акв.

### Névszó
A manysi agglutináló nyelv, a viszonyítás ragokkal történik.
Nincs nyelvtani nem. Megkülönböztetünk egyes, kettes és többes számot. Hat nyelvtani esetet különböztetünk meg, ezek közül egy grammatikai eset, míg a további öt határozói eset.

#### Névszói esetragozás egyes, kettes és többes számban
| Eset                                    | Egyes szám | Egyes szám | Kettes szám | Kettes szám | Többes szám | Többes szám |
| Eset                                    | Cirill     | Latin      | Cirill      | Latin       | Cirill      | Latin       |
| Nominativus (alanyeset)                 | ∅          | ∅          | -г          | -ɣ          | -т          | -t          |
| Locativus (helyhatározó: hol?)          | -т         | -t         | -гт         | -ɣt         | -тт         | -tt         |
| Lativus (helyhatározó: hová?)           | -н         | -n         | -гн         | -ɣn         | -тн         | -tn         |
| Ablativus (helyhatározó: honnan?)       | -ныл       | -nəl       | -гныл       | -ɣnəl       | -тныл       | -tnəl       |
| Translativus (állapot, cél határozó)    | -г         | -ɣ         | -           | -           | -           | -           |
| Instrumentalis (eszköz (társ) határozó) | -л         | -l         | -гыл        | -ɣəl        | -тыл        | -təl        |

#### Névutók
A hiányzó eseteket névutórendszer pótolja. A névutók nagy része névszói eredetű szavak, amelyek felvéve a helyhatározó esteragokat képesek az irányhármasság jelölésére az esetragokon túlmutató plusz jelentésárnyalattal.
| Honnan?     | Jelentés        | Hol?      | Jelentés  | Hová?     | Jelentés | Eredet                 |
| kiwɘrnəl    | -ból, ből       | kiwərt    | -ban, ben | kiwərn    | -ba, be  | kiwər 'belseje vminek' |
| χalnəl      | közül           | χalt      | között    | χaln      | közé     | χal 'köze vminek'      |
| wātanəl     | mellől          | wātat     | mellett   | wātan     | mellé    | wāta 'part'            |
| sisnəl      | mögül           | sist      | mögött    | sisn      | mögé     | sis 'hát'              |
| sajnəl      | mögül           | sājət     | mögött    | sajn      | mögé     | sāj 'árnyék'           |
| āləmpalnəl  | túlról (folyón) | āləmpalt  | túl       | āləmpaln  | túlra    | -                      |
| ēli-pālnəl  | elől            | ēli-pālt  | előtt     | ēli-pāln  | elé      | 'első, elülső rész'    |
| juji-pālnəl | mögül           | juji-pālt | mögött    | juji-pāln | mögé     | 'hátsó rész'           |
| numi-pālnəl | fülül           | numi-pālt | fölött    | numi-pāln | fölé     | 'felső rész'           |
| joli-pālnəl | alól            | joli-pālt | alatt     | joli-pāln | alá      | 'alsó rész'            |

Egyéb irányhármasság nélküli névutók
| Névutó  | Jelentés                        | Névutó   | Jelentés                    |
| ------- | ------------------------------- | -------- | --------------------------- |
| tarməl  | -on, en, ön; - ra, re           | pattijiɣ | helyett                     |
| palt    | felé; -nál, nél                 | urtijiɣ  | helyett                     |
| jot     | -val, vel együtt (társhatározó) | pentsəl  | helyett, cserébe            |
| mus     | -ig                             | tāra     | mellett, el, át (mozgásnál) |
| māɣəs   | számára; -ért                   | muwlaχi  | körül                       |
| ĺaĺt    | szemben                         | sis      | folyamán; (időszak) alatt   |
| toriɣ   | előtt; szemben                  | kastəl   | -ra, re; -ig (időnél)       |
| nūpəl   | felé                            | χosit    | mentén (mozgásnál)          |
| urəl    | -ról, ről                       | koni-pāl | kívül                       |
| ōwəltit | -ról, ről                       | ultta    | keresztül; át               |

#### Birtokos személyragozás
Birtokos személyragozásnál a birtokos száma és személye mellett a birtok száma (egyes, kettes, többes) is jelölt. Az első oszlop a magánhangzós tövek után álló birtokos személyragok, míg a második a mássalhangzósoké. A birtok kettes számát az -aɣ- birtokkettőzőjel, míg a többesét az -an- fejezi ki.
Egy birtok esetén kettes szám második személyben (PxDu2) az -i végű tövek -jin jelt vesznek fel, míg a többi magánhangzós tő -n jelt.
A névutók is (magyarhoz hasonlóan) felvehetik a birtokos személyragokat, pl.: nopəl 'felé', irányába'; am noplum 'felém'; jot '-val, vel, együtt', naŋ jotən 'veled'
Az esetragok a birtokos személyragok után következnek (a magyarhoz hasonlóan): 
szótő + birtokos személyrag + esetrag
pl.: 

χāpumt - χāp + um + t 'csónak + om + ban'

koluwn - kol + uw + n 'ház + unk + ba'
Birtokos személyragok táblázata
| Egy birtok estén (-∅-) | Egy birtok estén (-∅-) | Egy birtok estén (-∅-) | Egy birtok estén (-∅-) | Két birtok estén (-aɣ-) | Két birtok estén (-aɣ-) | Két birtok estén (-aɣ-) | Két birtok estén (-aɣ-) | Több birtok estén (-an-) | Több birtok estén (-an-) | Több birtok estén (-an-) | Több birtok estén (-an-) |
| ---------------------- | ---------------------- | ---------------------- | ---------------------- | ----------------------- | ----------------------- | ----------------------- | ----------------------- | ------------------------ | ------------------------ | ------------------------ | ------------------------ |
| Birtokos száma         | Birtokos személye      | Magán- hangzós szótő   | Mással- hangzós szótő  | Birtokos száma          | Birtokos személye       | Magán- hangzós szótő    | Mással- hangzós szótő   | Birtokos száma           | Birtokos személye        | Magán- hangzós szótő     | Mással- hangzós szótő    |
| Egyes szám             | 1.                     | m                      | um                     | Egyes szám              | 1.                      | aɣum                    | aɣum                    | Egyes szám               | 1.                       | anum                     | anum                     |
| Egyes szám             | 2.                     | n                      | ən                     | Egyes szám              | 2.                      | aɣən                    | aɣən                    | Egyes szám               | 2.                       | an(ən)                   | an(ən)                   |
| Egyes szám             | 3.                     | te                     | e                      | Egyes szám              | 3.                      | aɣe                     | aɣe                     | Egyes szám               | 3.                       | ane                      | ane                      |
| Kettes szám            | 1.                     | men                    | men                    | Kettes szám             | 1.                      | aɣmen                   | aɣmen                   | Kettes szám              | 1.                       | anmen                    | anmen                    |
| Kettes szám            | 2.                     | (ji)n                  | en                     | Kettes szám             | 2.                      | aɣen                    | aɣen                    | Kettes szám              | 2.                       | an(ən)                   | an(ən)                   |
| Kettes szám            | 3.                     | ten                    | en                     | Kettes szám             | 3.                      | aɣen                    | aɣen                    | Kettes szám              | 3.                       | anen                     | anen                     |
| Többes szám            | 1.                     | uw                     | uw                     | Többes szám             | 1.                      | aɣuw                    | aɣuw                    | Többes szám              | 1.                       | anuw                     | anuw                     |
| Többes szám            | 2.                     | n                      | an                     | Többes szám             | 2.                      | aɣan                    | aɣan                    | Többes szám              | 2.                       | an(ən)                   | an(ən)                   |
| Többes szám            | 3.                     | (a)nəl                 | anəl                   | Többes szám             | 3.                      | aɣanəl                  | aɣanəl                  | Többes szám              | 3.                       | ananəl                   | ananəl                   |

#### Fokozás[2]
A melléknevek fokozása a Mansi északi Sosva dialektusában kettő szintre különíthetjük el.

##### A középfok
A melléknév a -нув (-nuβ) utótagot kapja, leszámítva ha az a mondat állítmányként szerepel; ez esetben a -нуве (-nuβe) utótag kerül a melléknévre.
| Наӈ лувн ё̄рнуве̄ ке, наӈ лылын вос нэ̄глы | naŋ luβn joːrnuβeː ke, naŋ lilən βos neːɣli | Ha a lovad erősebb, az életed kímélje meg |

A mondatban szereplő alanynak állapotának átalakulását az állítmányi melléknévbe, a változtató/translativus eset ragjával jelezzük.
| Кӯсяюв сёлыӈнуве̄г е̄мтыс, нёлэ хо̄ны тотытэ | kuːɕajuβ ɕoləŋnuβeːɣ jeːmtəs, nʲole xoːni totite | A főnökünk (tulajdonosunk) gazdagabbá vált és felkapta az orrát |

##### A felsőfok
A felsőfokot, hasonlóképpen a magyarhoz, kettő előljáróval lehet megadni. A сака (saka) "nagyon" és a сяр (ɕar) "leg"
| сака та̄к | saka taːk | nagyon tartós |
| сяр ё̄р   | ɕar joːr  | legerősebb    |

Mondatszerkezettel is alkotni lehet felsőfokot. Ilyenkor a kettő melléknév egyikén sem szerepel sem fokozási utó vagy elő tag, hanem az egyikük az ablativus esetben szerepel.
| Ань а̄ги во̄иӈныл во̄иӈ нё̄выль пе̄рияс, а̄се̄н та мистэ. | an aːɣi βoːiŋnəl βoːiŋ nʲoːβəlʲ peːrijas, aːɕeːn ta miste | Ugyanez a lány választotta ki a legkövérebb (szó szerint zsírostól zsíros) húsdarabot, és odaadta az apjának. |

#### Névmások

##### Személyes névmások
|            | Egyes szám (Sg) | Kettes szám (Du) | Többes szám (Pl) |
| ---------- | --------------- | ---------------- | ---------------- |
| 1. személy | am              | mēn              | mān              |
| 2. személy | naŋ             | nēn              | nān              |
| 3. személy | taw             | tēn              | tān              |

A személyes névmások lehetséges esetei és esetragozásuk is eltér a névszói ragozástól.
| Szám         | Személy      | Nominativus (ki?)           | Accusativus (kit?)                     | Dativus (kinek?)                                 | Ablativus (kitől?)                               | Comitativus- Instrumentalis (kivel?)             |
| ------------ | ------------ | --------------------------- | -------------------------------------- | ------------------------------------------------ | ------------------------------------------------ | ------------------------------------------------ |
| Képzés módja | Képzés módja | személyes névmás alapalakja | személyes névmás + birtokos személyjel | személyes névmás + birtokos személyjel + esetrag | személyes névmás + birtokos személyjel + esetrag | személyes névmás + birtokos személyjel + esetrag |
|              |              |                             |                                        |                                                  |                                                  |                                                  |
| Egyes        | 1.           | am                          | ānum                                   | ānumn                                            | ānumnəl                                          | ānumtəl                                          |
| Egyes        | 2.           | naŋ                         | naŋən                                  | naŋənn                                           | naŋənnəl                                         | naŋəntəl                                         |
| Egyes        | 3.           | taw                         | tawe                                   | tawen                                            | tawenəl                                          | tawetəl                                          |
|              |              |                             |                                        |                                                  |                                                  |                                                  |
| Kettes       | 1.           | mēn                         | mēnmen                                 | mēnmenn                                          | mēnmennəl                                        | mēnmentəl                                        |
| Kettes       | 2.           | nēn                         | nēnan                                  | nēnann                                           | nēnannəl                                         | nēnantəl                                         |
| Kettes       | 3.           | tēn                         | tēnten                                 | tēntenn                                          | tēntennəl                                        | tēntentəl                                        |
|              |              |                             |                                        |                                                  |                                                  |                                                  |
| Többes       | 1.           | mān                         | mānaw                                  | mānawn                                           | mānawnəl                                         | mānawtəl                                         |
| Többes       | 2.           | nān                         | nānan                                  | nānann                                           | nānannəl                                         | nānantəl                                         |
| Többes       | 3.           | tān                         | tānanəl                                | tānanəln                                         | tānnəl~ tānanəlnəl                               | tānanəltəl                                       |

###### Nyomatékos személyes névmások
Képzője: -ki
Jelentése: én magam, te magad, ő maga...
|            | Egyes szám (Sg) | Kettes szám (Du) | Többes szám (Pl) |
| ---------- | --------------- | ---------------- | ---------------- |
| 1. személy | amki~amkem      | mēnki            | mānki            |
| 2. személy | naŋki           | nēnki            | nānki            |
| 3. személy | takwi           | tēnki            | tānki            |

##### Mutató névmások
Ha jelzőként állnak a szó előtt, akkor nem ragozhatóak.
|            | Közelre mutató          | Távolra mutató          |
| ---------- | ----------------------- | ----------------------- |
| Alap       | ti 'ez'                 | ta, ton 'az'            |
| Nyomatékos | tiji 'ez'               | taji 'az'               |
| Azonosító  | akw-ti 'ugyanez'        | akw-ta 'ugyanaz'        |
| Minősítő   | ti-χurip ti-kēm 'ilyen' | ta-χurip ta-kēm 'olyan' |
| Minősítő   | tamĺe 'ilyen, olyan'    |                         |

##### Kérdő névmások
A kérdő névmások ugyanazon alakja használatos vonatkozónévmásként és határozószóként is.
| Kérdő névmások       | Kérdő névmások                                             |
| -------------------- | ---------------------------------------------------------- |
| χōŋχa, χōtjut, χōtpa | ki?, kit? aki, akit                                        |
| χōŋχanəl             | kitől? akitől                                              |
| χōŋχan               | kihez?, kinek? akihez, akinek                              |
| manər                | mi?, mit? ami, amit, amely                                 |
| manaχ, mana          | milyen?, micsoda?, melyik? milyen, melyik amilyen, amelyik |
| man-sawit, manaχ     | hány? mennyi? ahány, amennyi                               |
| xōt                  | hol? ahol                                                  |
| χotaĺ, χota          | hova? merre? ahova, amerre                                 |
| χotəl                | honnan? ahonnan                                            |
| χumĺe                | hogyan? ahogyan                                            |
| manri̬ɣ               | miért? amiért                                              |
| χuń                  | mikor? amikor                                              |
| manər porat          | mikor? amikor                                              |
| χumus, χumĺe         | milyen? hogyan? amilyen, ahogyan                           |
| manχurip             | milyen? amilyen                                            |
| manər-sir            | miféle? milyen? amilyen                                    |

### A számnevek

#### Tőszámnevek
| Tőszámnév | Cirill átírás | Latin átírás (UPA/FUT) | Uralonet-link |  | Tőszámnév    | Cirill átírás | Latin átírás (UPA/FUT) | Uralonet-link |
| --------- | ------------- | ---------------------- | ------------- |  | ------------ | ------------- | ---------------------- | ------------- |
| 1 egy     | аква          | akwa                   | ,             |  | 10 tíz       | лов           | low                    | ,             |
| 2 kettő   | китыг         | kiti̬ɣ                  |               |  | 20 húsz      | хус           | χūs                    |               |
| 3 három   | хӯрум         | χūrum                  |               |  | 30 harminc   | ва̄т           | wāt                    |               |
| 4 négy    | нӣла          | ńila                   |               |  | 40 negyven   | налыман       | naliman                |               |
| 5 öt      | ат            | at                     |               |  | 50 ötven     | атпан         | atpan                  |               |
| 6 hat     | хо̄т           | χōt                    |               |  | 60 hatvan    | хо̄тпан        | χōtpan                 |               |
| 7 hét     | са̄т           | sāt                    |               |  | 70 hetven    | са̄тлов        | sātlow                 |               |
| 8 nyolc   | нёлолов       | ńololow                |               |  | 80 nyolcvan  | нёлса̄т        | ńolsāt                 |               |
| 9 kilenc  | онтолов       | ōntəlow                |               |  | 90 kilencven | онтырса̄т      | ontərsāt               |               |
| 100 száz  | (яныг) са̄т    | (jani̬ɣ) sāt            |               |  | 1000 ezer    | со̄тыр         | sōtər                  |               |

##### Közös eredetű számnevek
| Számnév | Eredet                                                      | Rekonstruált alak | Manysi     | Magyar     |
| ------- | ----------------------------------------------------------- | ----------------- | ---------- | ---------- |
| 1       | finn-permi, finnugor?                                       | *ikte (ükte)      | akwa, akw  | egy        |
| 2       | finnugor, uráli?                                            | *kakta~käktä      | kiti̬ɣ, kit | kettő, két |
| 3       | finnugor                                                    | *kolme (kulme)    | χūrum      | három      |
| 4       | finnugor                                                    | *ńeljä (neljä)    | ńila       | négy       |
| 5       | finnugor, uráli?                                            | *witte            | at         | öt         |
| 6       | finnugor                                                    | *kutte            | χōt        | hat        |
| 7       | indoeurópai átvétel – protougor kori rekonstruált alak      | *säptз > *θäptз   | sāt        | hét        |
| 20      | finnugor                                                    | *kuś              | χūs        | húsz       |
| 100     | ősiráni (IE) átvétel – protofinnugor kori rekonstruált alak | *śata             | sāt        | száz       |

Jelzőként a számnevek ragozatlanok, ekkor az 1 és 2 jelzői helyzetben акв (akw) és кит (kit) alakokban használatos. A сат (sāt) jelenthet 7-et és 100-at is. Egyértelműsítés végett használható a яныг сāт (jani̬ɣ sāt), ami 'nagy száz'-at jelent, és мань сāт (mań sāt), ami pedig 'kis-hét'-et jelent.
Az аква szó eléggé viccesen hangzik, mivel a latin aqua szóra hasonlít. A proto-urál *ükte ~ *ikte (-> hánti it) szavaktól származik. A végső magánhangzó kiesése jellemző, az ősmanysikorban a 't'-vel együtt. Ebből lesz ük. Később, a mai manysihoz közelítően, az 'ü' ki nyílik, de nem a szokásosan, mint más nyelvek (például hántiul). A zárt ü-ből lesz egy nyílt ä hang. Angolul ilyesmi történik a déli nyelvárásokban (pl.: stink, nyj-i kiejtése ['stænk], tehát ük -> (ik) -> äk-). Aztán, tranzfonológizálódás által labializálódik a k -> k°. Ebből lesz a déli manysi nyelvjárásban az äk°. Az északi (élő) nyelvjárásban az ä egy rövid 'á' hanggá válik (, mint némi magyar nyelvárások, vö. ember, âmber). Ebből lesz a határozatlan ak° névelő. Továbbá hozzáadják egy epentétikus 'a'-t a végén.

#### Sorszámnevek
A sorszámnév képzője: -it (-int)
| Sorszámnév    | Cirill átírás | Latin átírás                              |
| ------------- | ------------- | ----------------------------------------- |
| 1. első       | о̄выл          | ōwəl                                      |
| 2. második    | мот ~ китыт   | mōt (jelentése: 'másik, második') ~ kitit |
| 3. harmadik   | хӯрмит        | χūrmit                                    |
| 4. negyedik   | нилыт         | ńilit                                     |
| 5. ötödik     | атыт          | atit                                      |
| 6. hatodik    | хо̄тыт         | χōtit                                     |
| 7. hetedik    | сатыт         | sātit                                     |
| 8. nyolcadik  | нёлоловит     | ńololowit                                 |
| 9. kilencedik | онтоловит     | ōntəllowit                                |
| 10. tizedik   | ловит         | lowit                                     |
| 100. századik | (яныг) са̄тыт  | (jani̬ɣ) sātit                             |

### Ige
Az északi manysi igeragozásban
- 3 szám

- egyes
- kettes
- többes

- 3 személy (1., 2., 3.)
- 2 ragozás

- alanyi (∅)
- tárgyas (-l-)

- 4 mód

- kijelentő (∅)
- feltételes (-nuw)
- felszólító (-en)
- kedveskedő (-kwe, ke, riś, rəś)

- 2 idő

- jelenidő (-ɣ-)
- múltidő (-s-)

- 2 igenem

- aktív (∅)
- passzív (-we-)

- 4 igenév

- főnévi (-ŋkwe)
- folyamatos melléknévi (-ne)
- befejezett melléknévi (-m)
- határozói igenév (gerundium) (-im(a))

#### Aktív igeragozás

##### Aktív kijelentő módú jelen idő
|               |               | Határozatlan (alanyi) ragozás | Határozott (tárgyas) ragozás | Határozott (tárgyas) ragozás | Határozott (tárgyas) ragozás |
| Szám, személy | Szám, személy | Határozatlan (alanyi) ragozás | Egy tárgy esetén             | Két tárgy esetén             | Több tárgy esetén            |
| ------------- | ------------- | ----------------------------- | ---------------------------- | ---------------------------- | ---------------------------- |
| Egyes szám    | 1.            | ēɣum                          | ilum                         | ijaɣum                       | ijanum                       |
| Egyes szám    | 2.            | ēɣən                          | ilən                         | ijaɣən                       | ijan                         |
| Egyes szám    | 3.            | i                             | ite                          | ijaɣe                        | ijane                        |
| Kettes szám   | 1.            | imen                          | ilumen / ilamen              | ijaɣmen                      | ijanamen                     |
| Kettes szám   | 2.            | ēɣən                          | ilən                         | ijaɣən                       | ijan                         |
| Kettes szám   | 3.            | ēɣ                            | iten                         | ijaɣen                       | ijanen                       |
| Többes szám   | 1.            | ew                            | iluw                         | ijaɣuw                       | ijanuw                       |
| Többes szám   | 2.            | ēɣən                          | ilən                         | ijaɣən                       | ijan                         |
| Többes szám   | 3.            | eɣət                          | ijanəl                       | ijaɣanəl                     | ijanəl                       |

Példamondat (szemléltetés minden rag kitételével): 
Am piɣaɣum kit χuli̬ɣ aləślijaɣen.
'Én két fiam (azt a) két halat halásszák (~ölik).'

##### Aktív kijelentő módú múlt idő
A múlt idő jele: -s cirill: -c
|               |               | Határozatlan (alanyi) ragozás | Határozott (tárgyas) ragozás | Határozott (tárgyas) ragozás | Határozott (tárgyas) ragozás |
| Szám, személy | Szám, személy | Határozatlan (alanyi) ragozás | Egy tárgy esetén             | Két tárgy esetén             | Több tárgy esetén            |
| ------------- | ------------- | ----------------------------- | ---------------------------- | ---------------------------- | ---------------------------- |
| Egyes szám    | 1.            | sum                           | əslum                        | saɣum                        | sanum                        |
| Egyes szám    | 2.            | sən                           | əslən                        | saɣən                        | san                          |
| Egyes szám    | 3.            | əs                            | əste                         | saɣe                         | sane                         |
| Kettes szám   | 1.            | sumen                         | əslumen / əslamen            | saɣmen / saɣamen             | sanamen                      |
| Kettes szám   | 2.            | sən                           | əslən                        | saɣən                        | san                          |
| Kettes szám   | 3.            | si̬ɣ                           | əsten                        | saɣen                        | sanen                        |
| Többes szám   | 1.            | suw                           | əsluw                        | saɣuw                        | sanuw                        |
| Többes szám   | 2.            | sən                           | əslən                        | saɣən                        | san                          |
| Többes szám   | 3.            | sət                           | sanəl                        | saɣanəl                      | sanəl                        |

##### Aktív feltételes módú jelen idő
A feltételes mód jele: -nuw cirill: -нув
|               |               | Határozatlan (alanyi) ragozás | Határozott (tárgyas) ragozás | Határozott (tárgyas) ragozás | Határozott (tárgyas) ragozás |
| Szám, személy | Szám, személy | Határozatlan (alanyi) ragozás | Egy tárgy esetén             | Két tárgy esetén             | Több tárgy esetén            |
| ------------- | ------------- | ----------------------------- | ---------------------------- | ---------------------------- | ---------------------------- |
| Egyes szám    | 1.            | nuwum                         | nuwlum                       | nuwaɣum                      | nuwanum                      |
| Egyes szám    | 2.            | nuwən                         | nuwlən                       | nuwaɣən                      | nuwan(ən)                    |
| Egyes szám    | 3.            | nuw                           | nuwte                        | nuwaɣe                       | nuwane                       |
| Kettes szám   | 1.            | nuwamen                       | nuwlamen                     | nuwaɣmen                     | nuwanmen                     |
| Kettes szám   | 2.            | nuwən                         | nuwlən                       | nuwaɣən                      | nuwan(ən)                    |
| Kettes szám   | 3.            | nuwi̬ɣ                         | nuwten                       | nuwaɣen                      | nuwanen                      |
| Többes szám   | 1.            | nuwuw                         | nuwluw                       | nuwaɣuw                      | nuwanuw                      |
| Többes szám   | 2.            | nuwən                         | nuwlən                       | nuwaɣən                      | nuwan(ən)                    |
| Többes szám   | 3.            | nuwət                         | nuwanəl                      | nuwaɣanəl                    | nuwanəl                      |

##### Aktív felszólító módú jelen idő
Felszólítás csak 2. személyben lehetséges, és aktív ragozásban egyes, kettes és többes számban ezek a felszólító alakok eltérhetnek, de az alanyi ragozású egységes felszólító alak végződése -en.
| Aktív felszólító módú jelen idő | Aktív felszólító módú jelen idő | Aktív felszólító módú jelen idő | Aktív felszólító módú jelen idő | Aktív felszólító módú jelen idő | Aktív felszólító módú jelen idő | Aktív felszólító módú jelen idő | Aktív felszólító módú jelen idő | Aktív felszólító módú jelen idő |
| Alanyi ragozás                  | Alanyi ragozás                  | Alanyi ragozás                  | Alanyi ragozás                  | Alanyi ragozás                  | Alanyi ragozás                  | Alanyi ragozás                  | Alanyi ragozás                  | Alanyi ragozás                  |
| ------------------------------- | ------------------------------- | ------------------------------- | ------------------------------- | ------------------------------- | ------------------------------- | ------------------------------- | ------------------------------- | ------------------------------- |
| Egyes szám                      | 2.                              | en ən                           | Kettes szám                     | 2.                              | en ēn                           | Többes szám                     | 2.                              | en an                           |
| Tárgyas ragozás                 |                                 |                                 |                                 |                                 |                                 |                                 |                                 |                                 |
| Egyes szám                      | 2.                              | eln                             | Kettes szám                     | 2.                              | eɣən                            | Többes szám                     | 2.                              | en                              |

#### Passzív igeragozás

##### Passzív kijelentő módú jelen idő
Felépítése:    igető   +  a (kötőhang)   +   we (passzív jele)   +   Vx (igei személyrag)
| Passzív kijelentő módú jelen idő | Passzív kijelentő módú jelen idő | Passzív kijelentő módú jelen idő | Passzív kijelentő módú jelen idő | Passzív kijelentő módú jelen idő | Passzív kijelentő módú jelen idő | Passzív kijelentő módú jelen idő | Passzív kijelentő módú jelen idő | Passzív kijelentő módú jelen idő |
| -------------------------------- | -------------------------------- | -------------------------------- | -------------------------------- | -------------------------------- | -------------------------------- | -------------------------------- | -------------------------------- | -------------------------------- |
| Egyes szám                       | 1.                               | awem                             | Kettes szám                      | 1.                               | awemen                           | Többes szám                      | 1.                               | awew                             |
| Egyes szám                       | 2.                               | awen                             | Kettes szám                      | 2.                               | awen                             | Többes szám                      | 2.                               | awen                             |
| Egyes szám                       | 3.                               | awe                              | Kettes szám                      | 3.                               | aweɣ                             | Többes szám                      | 3.                               | awet                             |

##### Passzív kijelentő módú múlt idő
Felépítése:    igető   +  we (passzív jele)   +   s (múlt idő jele)   +   Vx (igei személyrag)
| Passzív kijelentő módú múlt idő | Passzív kijelentő módú múlt idő | Passzív kijelentő módú múlt idő | Passzív kijelentő módú múlt idő | Passzív kijelentő módú múlt idő | Passzív kijelentő módú múlt idő | Passzív kijelentő módú múlt idő | Passzív kijelentő módú múlt idő | Passzív kijelentő módú múlt idő |
| ------------------------------- | ------------------------------- | ------------------------------- | ------------------------------- | ------------------------------- | ------------------------------- | ------------------------------- | ------------------------------- | ------------------------------- |
| Egyes szám                      | 1.                              | wesum                           | Kettes szám                     | 1.                              | wesəmen                         | Többes szám                     | 1.                              | wesuw                           |
| Egyes szám                      | 2.                              | wesən                           | Kettes szám                     | 2.                              | wesən                           | Többes szám                     | 2.                              | wesən                           |
| Egyes szám                      | 3.                              | wes                             | Kettes szám                     | 3.                              | wesi̬ɣ                           | Többes szám                     | 3.                              | wesət                           |

##### Passzív feltételes módú jelen idő
Felépítése:    igető   +  nuw (feltételes mód jele)   +   we (passzív jele)   +   Vx (igei személyrag)
| Passzív feltételes módú jelen idő | Passzív feltételes módú jelen idő | Passzív feltételes módú jelen idő | Passzív feltételes módú jelen idő | Passzív feltételes módú jelen idő | Passzív feltételes módú jelen idő | Passzív feltételes módú jelen idő | Passzív feltételes módú jelen idő | Passzív feltételes módú jelen idő |
| --------------------------------- | --------------------------------- | --------------------------------- | --------------------------------- | --------------------------------- | --------------------------------- | --------------------------------- | --------------------------------- | --------------------------------- |
| Egyes szám                        | 1.                                | nuwem                             | Kettes szám                       | 1.                                | nuwamen                           | Többes szám                       | 1.                                | nuwew                             |
| Egyes szám                        | 2.                                | nuwen                             | Kettes szám                       | 2.                                | nuwen                             | Többes szám                       | 2.                                | nuwen                             |
| Egyes szám                        | 3.                                | nuwe                              | Kettes szám                       | 3.                                | nuwen                             | Többes szám                       | 3.                                | nuwet                             |

##### Passzív felszólító módú jelen idő
Felszólítás csak 2. személyben lehetséges, és passzív ragozásban egyes, kettes és többes számban ezek a felszólító alakok megegyeznek, így egy igének egy passzív felszólító alakja van csak.
Felépítése:    igető   +  a (kötőhang)   +   we (passzív jele)   +   n (felszólító jel)
| Passzív felszólító módú jelen idő | Passzív felszólító módú jelen idő | Passzív felszólító módú jelen idő | Passzív felszólító módú jelen idő | Passzív felszólító módú jelen idő | Passzív felszólító módú jelen idő | Passzív felszólító módú jelen idő | Passzív felszólító módú jelen idő | Passzív felszólító módú jelen idő |
| --------------------------------- | --------------------------------- | --------------------------------- | --------------------------------- | --------------------------------- | --------------------------------- | --------------------------------- | --------------------------------- | --------------------------------- |
| Egyes szám                        | 2.                                | awen                              | Kettes szám                       | 2.                                | awen                              | Többes szám                       | 2.                                | awen                              |

#### Igekötők
Az igekötő általában megelőzi az igét, de különböző módosítószók közbeékelődhetnek (tagadószó, feltételes partikula, nyomósító partikula). Az igekötők általában irányjelölő határozókból alakultak ki, és meg is tartották irányjelölő funkciójukat. Valamint még megfigyelhető a magyarban is kialakult hasonló jelenség, az igekötő irányjelölésen túlmutató aspektusjelölő funkciója. A manysiban és a magyarban is az igekötők a folyamatos és befejezett szemléletet különítik el. Általában az alapige a folyamatos szemléletű, míg az igekötős ige befejezett, az igekötő perfektiváló.
Gyakoribb igekötők
| Manysi igekötő | Jelentés                                    | Magyarázat                                                      |
| -------------- | ------------------------------------------- | --------------------------------------------------------------- |
| nōχ, nōŋχ      | fel                                         |                                                                 |
| jol            | le, alá                                     |                                                                 |
| ēl ~ ēla       | előre, el                                   |                                                                 |
| juw            | be, haza, vissza                            |                                                                 |
| lap            | be, le                                      | 'felületre vonatkoztatva'                                       |
| kon            | ki                                          |                                                                 |
| tiɣ            | ide                                         |                                                                 |
| tuw            | oda                                         |                                                                 |
| pā ~ pāɣ       | partra, vízből ki                           | 'összetett jelentésű manapság csak ebben a szűkebb jelentésben' |
| nāl ~ nāluw    | partról víz felé vízbe be folyó közepe felé | 'összetett jelentésű manapság csak ebben a szűkebb jelentésben' |
| pūliɣ          | szét, darabokra                             | 'több darabra'                                                  |
| pāliɣ          | ki, ketté                                   | 'két darabra'                                                   |
| lākwa          | szét                                        |                                                                 |
| χot            | meg, el, le, ki                             | 'főként perfektiváló szerepű'                                   |
| χomi           | arcra, hasra                                |                                                                 |